# سیارک ۱۱۰۷۹
سیارک ۱۱۰۷۹ (به انگلیسی: 11079 Mitsunori، نامگذاری:1993AJ) یازده هزار و هفتاد و نهمین سیارک کشف شده‌است که در ۱۳ ژانویه ۱۹۹۳ کشف شد.